# فقط به خاطر چشمان تو (فیلم)
فقط به‌خاطر چشمان تو (به انگلیسی: For Your Eyes Only) فیلمی در گونه جاسوسی و محصول سال ۱۹۸۱ میلادی، به کارگردانی جان گلن و تهیه‌کنندگی آلبرت آر. براکلی است. این فیلم، پنجمین حضور راجر مور را در نقش جیمز باند به تصویر می‌کشد. بازیگرانی چون کارول بوکه، خائیم توپول، لین- هالی جانسون و جولیان گلاور نیز در این فیلم ایفای نقش کرده‌اند.
فیلم فقط به‌خاطر چشمان تو دوازدهمین محصول از مجموعهٔ فیلم‌های جیمز باند است که توسط شرکت ایون پروداکشنز تولید شد. فیلمنامه این اثر توسط ریچارد می‌بام و مایکل ویلسون و عمدتاً بر اساس دو داستان کوتاه فقط برای چشمان تو و ریسیکو از ایان فلمینگ نوشته شد. بخش‌هایی از آن نیز از برگرفته از رمان‌های زندگی کن و بگذار بمیرند (۱۹۵۴)، گلدفینگر (۱۹۵۹) و در خدمت سرویس مخفی ملکه (۱۹۶۳) بودند. داستان فیلم درباره تلاش جیمز باند برای یافتن یک سامانه فرماندهی موشکی است؛ در حالی که وارد شبکه‌ای از فریب و نیرنگ می‌شود که توسط قاچاقچیان رقیب یونانی طراحی شده. او همچنین در این مسیر با زنی همراه می‌شود که به دنبال انتقام قتل والدینش است.
پس از فیلم علمی‌تخیلی مون‌ریکر (۱۹۷۹)، تهیه‌کنندگان تصمیم گرفتند به سبک نخستین فیلم‌های جیمز باند و آثار ایان فلمینگ بازگردند. لذا فیلم فقط برای چشمان تو، برخلاف روایت خیالی مون‌ریکر، با رویکردی واقع‌گرایانه‌تر و جدی‌تر ساخته شد و محور داستانی آن بر انتقام و پیامدهای آن تمرکز داشت. فیلم‌برداری از سپتامبر ۱۹۸۰ تا فوریه ۱۹۸۱ و در کشورهایی یونان، ایتالیا و بریتانیا انجام شد. صحنه‌های زیر آب نیز در باهاما ضبط شدند. ترانه اصلی این فیلم را شینا ایستون اجرا کرده است.
فیلم فقط به‌خاطر چشمان تو در تاریخ ۲۴ ژوئن ۱۹۸۱ در بریتانیا و دو روز بعد در ایالات متحدهٔ آمریکا اکران شد و نقدهای متوسط تا مثبت دریافت کرد. با گذشت چند دهه، امروزه جایگاه این فیلم بهبود یافته و منتقدان از لحن جدی‌تر آن نسبت به فیلم‌های پیشین جیمز باند تمجید کرده‌اند. این فیلم از نظر مالی نیز موفق بود و در سراسر جهان ۱۹۵٫۳ میلیون دلار فروش داشت.
فیلم فقط به‌خاطر چشمان تو آخرین فیلم جیمز باند بود که به‌طور انحصاری توسط شرکت یونایتد آرتیستس توزیع شد. اندکی پس از انتشار فیلم، سهام این شرکت توسط مترو گلدوین مایر خریداری شد. فیلم بعدی این مجموعه، اختاپوس است که در سال ۱۹۸۳ منتشر گردید.

## خلاصه داستان
کشتی جمع‌آوری اطلاعات بریتانیایی سنت جورج، که دارای سیستم ارتباطی حمله هدف‌گیری خودکار (ATAC) است، سیستمی که توسط وزارت دفاع برای هماهنگ کردن ناوگان زیردریایی پولاریس نیروی دریایی سلطنتی استفاده می‌شود، پس از برخورد تصادفی یک مین دریایی قدیمی در منطقه غرق شد. دریای ایونی. بریتانیایی ها از یک باستان شناس دریایی به نام سر تیموتی هاولاک خواسته اند تا مخفیانه مکان سنت جورج را پیدا کند. با این حال، او و همسرش سپس در قایق تفریحی خود (تریانا) توسط یک قاتل سریالی به نام هکتور گونزالس به قتل می رسند. دختر سر تیموتی هاولاک، ملینا هاولاک، شاهد قتل‌ها است و قول انتقام می‌گیرد.
رئیس KGB ژنرال گوگول نیز از سرنوشت سنت جورج مطلع شده و قبلاً به رابط خود در یونان اطلاع داده است. مامور MI6 جیمز باند توسط وزیر دفاع، سر فردریک گری، و رئیس ستاد MI6، بیل تانر، دستور می دهد تا ATAC را در مقابل شوروی بازیابی کند، زیرا فرستنده می تواند دستور حمله به موشک های بالستیک پولاریس زیردریایی ها را بدهد. باند به اسپانیا می رود تا بفهمد چه کسی گونزالس را استخدام کرده است.
در حین جاسوسی در ویلای گونزالس، باند توسط افرادش دستگیر می شود، اما با کشته شدن گونزالس توسط یک تیر کمان پولادی فرار می کند. در بیرون، او متوجه می شود که قاتل ملینا بوده و آن دو با هم فرار می کنند. با کمک باند، کیو از فناوری کامپیوتری برای شناسایی مردی که باند در حال پرداخت گونزالس به عنوان امیل لئوپولد لاک دیده بود، استفاده می کند و سپس به پایگاه احتمالی لاک در کورتینا، ایتالیا می رود. در آنجا باند با رابط خود، لوئیجی فرارا، و یک اشراف زاده تجاری و اطلاعاتی یونانی به نام آریس کریستاتوس ملاقات می کند که به باند می گوید که لاک توسط میلوس کلمبو، معروف به "کبوتر" در دنیای اموات یونان، شریک سابق مقاومت کریستاتوس، استخدام شده است. در طول جنگ جهانی دوم پس از اینکه باند به همراه شاگرد کریستاتوس، بی بی دال، اسکیت باز، به یک دوره بیاتلون می رود، یک گروه سه نفره از جمله اریک کریگلر دواتلند آلمان شرقی، باند را تعقیب می کنند و سعی می کنند او را بکشند. باند فرار می کند و سپس با فرارا می رود تا بی بی را در یک پیست یخ خداحافظی کند، جایی که او از تلاش دیگری که توسط سه مرد با وسایل هاکی روی یخ به جانش می افتد جلوگیری می کند. فرارا در ماشین باند با سنجاق کبوتری در دستش کشته می شود. سپس باند در تعقیب کلمبو به کورفو سفر می کند.
در آنجا، در کازینو، باند با کریستاتوس ملاقات می کند و از نحوه ملاقات با کلمبو می پرسد، بدون اینکه بداند مردان کلمبو مخفیانه مکالمه آنها را ضبط می کنند. پس از مشاجره کلمبو و معشوقه‌اش، کنتس لیسل فون شلاف، باند پیشنهاد می‌کند تا با ماشین و راننده کریستاتوس به خانه او اسکورت کند. سپس آن دو شب را با هم می گذرانند. صبح روز بعد، لیزل و باند در ساحل کمین می‌کنند و لیزل توسط لاک کشته می‌شود، که او را در یک کالسکه ساحلی قبل از دور شدن با سرعت می‌برد. باند قبل از اینکه لاک بتواند او را بکشد توسط مردان کلمبو دستگیر می شود. سپس کلمبو به باند می‌گوید که لاک در واقع توسط کریستاتوس، که برای KGB کار می‌کند تا ATAC را بازیابی کند، استخدام شده است. باند کلمبو و خدمه‌اش را در یورش به یکی از انبارهای فرآوری تریاک کریستاتوس در آلبانی همراهی می‌کند، جایی که باند مین‌های دریایی شبیه به مین غرق‌کننده سنت جورج را کشف می‌کند و نشان می‌دهد که این یک حادثه نبوده است. پس از نابودی پایگاه، باند لاک را تعقیب می کند و با پرتاب ماشینش از صخره در حالی که داخل آن گیر افتاده است، او را می کشد.
پس از آن، باند با ملینا ملاقات می کند و آنها ATAC را از خرابه های St Georges پس می گیرند، اما کریستاتوس در انتظار آنهاست که آنها ظاهر شدند و او ATAC را می گیرد. پس از اینکه این دو از یک سوء قصد فرار می کنند، زمانی که طوطی ملینا عبارت "ATAC به سنت سیریل" را تکرار می کند، نقطه ملاقات کریستاتوس را کشف می کنند. باند و ملینا با کمک کلمبو و مردانش وارد صومعه سنت سیریل، صومعه متروکه ای در بالای کوه می شوند. باند از قله می‌رود و آپوستیس، سرسپردۀ کریستاتوس را می‌فرستد. وقتی کلمبو با کریستاتوس روبرو می شود، باند کریگلر را می کشد.
باند سیستم ATAC را بازیابی می کند و ملینا را از کشتن کریستاتوس پس از تسلیم شدن باز می دارد. کریستاتوس برای کشتن باند با یک چاقوی تلنگر پنهان آماده می شود، اما توسط چاقویی که کلمبو پرتاب می کند کشته می شود. گوگول با هلیکوپتر می‌آید تا ATAC را جمع‌آوری کند، اما باند آن را از صخره پرتاب می‌کند و وضعیت نسبتاً صلح‌آمیز موجود را حفظ می‌کند، و گوگول با درک سرگرم‌کننده از آنجا خارج می‌شود. باند و ملینا بعداً یک شب عاشقانه را در قایق تفریحی پدرش سپری می‌کنند در حالی که طوطی ملینا با MI6 و مارگارت تاچر، نخست‌وزیر بریتانیا تماس می‌گیرد

## بازیگران
راجر مور در نقش جیمز باند، مامور MI6 007، که برای بازیابی یک سیستم دزدیده شده "ATAC" فرستاده می شود که می تواند برای کنترل زیردریایی های بریتانیا مورد سوء استفاده قرار گیرد.
کارول بوکه در نقش ملینا هاولاک، دختر باستان شناسان دریایی که هنگام ردیابی محل اختفای ATAC کشته می شوند. Bouquet برای نقش هالی گودد در Moonraker تست داده بود، اما ناموفق بود.
خيم توپول در نقش میلوس کلمبو، دشمن کریستاتوس و شریک سابق قاچاق. او باند را متقاعد می کند که با او طرف شود. به نام جیواکینو کلمبو، طراح موتور فراری، به ویژه فراری 125، که فلمینگ آن را تحسین می کرد، نامگذاری شده است.[5] توپول پسته‌ها را به‌عنوان علامت تجاری شخصیت پیشنهاد کرد، که در صحنه حمله به انبار استفاده می‌شود تا مردان کلمبو را در مورد محل تیراندازی راهنمایی کنند.[6]
لین هالی جانسون در نقش بی بی دال، یک اعجوبه اسکیت روی یخ که علاقه زیادی به باند دارد. او با حمایت مالی کریستاتوس تمرین می کند. جانسون قبل از روی آوردن به بازیگری یک اسکیت باز روی یخ بود و در مسابقات قهرمانی اسکیت نمایشی ایالات متحده در سال 1974 مقام دوم را در سطح مبتدی به دست آورد.[7] مایکل ویلسون توضیح داد که او به عنوان "شخصیتی که با باند مخالفت می کند" نوشته شده است.[8]
جولیان گلاور در نقش ارسطو کریستاتوس، قهرمان سابق جنگ که تبدیل به قاچاقچی شد. در ابتدا به عنوان یک متحد، سپس به عنوان شرور اصلی نشان داده شد، و قصد دارد ثروت خود را با فروش ATAC به KGB گسترش دهد. گلوور به عنوان باند احتمالی برای Live and Let Die در فهرست نهایی قرار گرفته بود، و در نهایت به مور شکست خورد.[4]
کاساندرا هریس در نقش لیزل، کنتس فون شلاف، معشوقه کلمبو. در زمان فیلمبرداری، هریس با پیرس برازنان بازیگر آینده باند ازدواج کرد و این زوج در طول فیلمبرداری با تهیه کننده فیلم آلبرت آر. بروکلی ناهار خوردند.[4]
مایکل گوتارد در نقش امیل لئوپولد لوک، یک قاتل اجیر شده بلژیکی که با عینک هشت ضلعی اش شناخته می شود. معلوم شد که او یکی از همکاران کریستاتوس است.
جیل بنت در نقش جاکوبا برینک، مربی اسکیت بی بی.
جک هدلی در نقش سر تیموتی هاولاک، پدر ملینا و یک باستان شناس دریایی که توسط سرویس مخفی بریتانیا استخدام شده است تا مخفیانه لاشه سنت جورج را پیدا کند.
والتر گوتل در نقش ژنرال آناتولی گوگول، رئیس KGB.
جیمز ویلیرز در نقش بیل تانر، رئیس ستاد MI6. نقش تانر برای اولین بار در فیلم مردی با تفنگ طلایی ظاهر شد، اگرچه در مقامی نامشخص بود. ویلیرز تصور می‌کرد که در فیلم‌های بعدی نقش M را بازی خواهد کرد و از این که از او نپرسند ناامید شد. تهیه‌کنندگان فکر می‌کردند که او برای این نقش خیلی جوان است و می‌خواستند بازیگری در دهه 70 خود داشته باشد.[9]
دزموند لولین در نقش کیو، رئیس بخش فنی MI6.
جان مورنو در نقش لوئیجی فرارا، مخاطب MI6 007 در شمال ایتالیا.
جفری کین در نقش سر فردریک گری (معتبر به عنوان وزیر دفاع)، یک سیاستمدار در دولت بریتانیا. این نقش، همراه با بیل تانر به عنوان رئیس ستاد، پس از مرگ برنارد لی، برای اطلاع رسانی باند به جای ام استفاده شد.[10]
لوئیز مکسول در نقش خانم مانی پنی، منشی ام.
جان وایمن در نقش اریش کریگلر، دواتلوکار کلاس المپیک آلمان شرقی. معلوم می شود که او دومین فرمانده کریستاتوس و یک مخاطب KGB است.